# Евалд фон Клайст-Шменцин
Евалд фон Клайст-Шменцин (на немски: Ewald von Kleist-Schmenzin) е германски юрист и борец от съпротивата, участвал в опита за убийство на фюрера Адолф Хитлер от 20 юли 1944 г.

## Биография
Евалд фон Клайст-Шменцин е син на кралския пруски ритмайстер Херман фон Клайст (1849-1913) и съпругата му Елизабет (1863-1945). Роден в Дуберов, провинция Померания (сега Доброво, Полша), той подкрепя национално-консервативната Германска национална народна партия. Като консерватор, той подкрепя идеята за монархията и християнските идеали, показана отчасти чрез членството си в Ордена на св. Йоан, на който той е признат за рицар на честта през 1922 г. и в който е повишен до Рицар на правосъдието през 1935 г. Той е твърд, активен противник на нацизма още преди Хитлер да влезе във властта през 1933 г.
Клайст-Шменцин заминава за Обединеното кралство през 1938 г. като таен пратеник на адмирал Вилхелм Канарис и полковник Лудвиг Бек. Той трябва да накара британското правителство да осъзнае съпротивата срещу управлението на Хитлер в Германия.
Той все още подкрепя идеята за свалянето на Хитлер и за тази цел се запознава с Карл Фридрих Гьорделер през 1942 и 1943 г., консервативен и част от съпротивата, който също подкрепя преврата. Клайст-Шменцин в крайна сметка намира своя път в заговора и се застъпва за редица насилствени действия, за да се премахне Хитлер. Той призовава сина си, лейтенант Евалд-Хайнрих фон Клайст-Шменцин да извърши самоубийствен атентат през януари 1944 г., в който да взриви Хитлер с две ръчни гранати, скрити под нова униформа, която да „демонстрира“ на Хитлер. Клайст-Шменцин също подкрепя плана на Клаус фон Щауфенберг да убие Хитлер с бомба в Източна Прусия.
Бомбата на Щауфенберг не успява да убие Хитлер на 20 юли 1944 г., а Клайст-Шменцин е арестуван на следващия ден. На 23 февруари 1945 г. е изправен пред скандалния нацистки Народен съд, където е осъден на смърт заради неговата роля в заговора. Той е екзекутиран в затвора Пльоцензе в Берлин на 9 април 1945 г. – месец преди края на войната.